# Kona Brewing Company
Kona Brewing Company o semplicemente Kona è una fabbrica di birra statunitense con sede alle isole Hawaii nata nel 1994 e dal 1º ottobre 2010 di proprietà di Craft Brew Alliance.
Tra le birre che produce ci sono la: Longboard Island Lager, Big Wave Golden Ale (ex Pacific Golden Ale ), la Fire Rock Pale Ale e la Castaway Indian Pale Ale.
Kona Brewing Company distribuisce in 36 stati degli Stati Uniti e in 10 nazioni diverse.